# Trip the Light Fantastic World Tour 2007
Trip The Light Fantastic World Tour 2007 es el título de la gira que realizará Sophie Ellis-Bextor en el Reino Unido. No habrá una gira por Europa o Australia, debido al poco éxito que tuvo el disco "Trip The Light Fantastic"
La gira fue pospuesta hasta marzo del 2008, ya que Sophie se incorporó como telonera de la gira de Take That en Inglaterra.

## La Gira
La gira será el segundo tour que ofrecerá Sophie Ellis Bextor en Reino Unido.
La cantante dará a conocer nuevos temas exclusivos para sus conciertos, cantará las canciones de su nuevo trabajo y recordará a todos sus fanes éxitos anteriores como "Murder On The DanceFloor", "Get Over You" o "Mixed Up World".
Además, durante el mes de junio ha apoyado a George Michael en su gira por Inglaterra, cantando en seis conciertos del cantante inglés.
El 12 de abril de 2008 se estará presentando en el Teatro Caupolicán en Santiago de Chile.
- Datos: Q6152821